# Remote Authentication Dial-In User Service
| Familie: | Internetprotokollfamilie                        |                 |                 |                 |                 |
| Einsatzgebiet: | Authentifizierung, Autorisierung und Accounting |                 |                 |                 |                 |
| Ports: | 1812/UDP                                        |                 |                 |                 |                 |
| \| Anwendung \| RADIUS \| RADIUS \| RADIUS \| RADIUS \| RADIUS \| \| Transport \| TCP \| TCP \| TCP \| TCP \| TCP \| \| Internet \| IP (IPv4, IPv6) \| IP (IPv4, IPv6) \| IP (IPv4, IPv6) \| IP (IPv4, IPv6) \| IP (IPv4, IPv6) \| \| Netzzugang \| Ethernet \| Token Bus \| Token Ring \| FDDI \| … \| |                                                 |                 |                 |                 |                 |
| Standards: | RFC 2058 (1997)                                 |                 |                 |                 |                 |
| Anwendung | RADIUS                                          | RADIUS          | RADIUS          | RADIUS          | RADIUS          |
| Transport | TCP                                             | TCP             | TCP             | TCP             | TCP             |
| Internet | IP (IPv4, IPv6)                                 | IP (IPv4, IPv6) | IP (IPv4, IPv6) | IP (IPv4, IPv6) | IP (IPv4, IPv6) |
| Netzzugang | Ethernet                                        | Token Bus       | Token Ring      | FDDI            | …               |

Remote Authentication Dial-In User Service (RADIUS, deutsch „Authentifizierungsdienst für sich einwählende Benutzer“) ist ein Client-Server-Protokoll, das zur Authentifizierung, Autorisierung und zum Accounting (Triple-A-System) von Benutzern bei Einwahlverbindungen in ein Computernetzwerk dient. RADIUS ist der De-facto-Standard bei der zentralen Authentifizierung von Einwahlverbindungen über Modem, ISDN, VPN, WLAN (IEEE 802.1X) und DSL.
Eine Weiterentwicklung ist das bisher weniger verbreitete Protokoll Diameter, welches weitere Funktionen umfasst, aber nicht vollständig abwärtskompatibel ist.

## Funktionsweise
Ein RADIUS-Server ist ein zentraler Authentifizierungsserver, an den sich Dienste für die Authentifizierung von Clients in einem physischen oder virtuellen Netzwerk (z. B. über ein VPN) wenden. 
Dies kann auch über einen RADIUS-Proxy-Server geschehen, je nach Konfiguration, beispielsweise bei Remote Access Services (RAS) von Windows-Clients.
Der RADIUS-Server übernimmt dabei für den Service die Authentifizierung, das heißt die Überprüfung von Benutzername und Kennwort. Des Weiteren werden Parameter für die Verbindung zum Client bereitgestellt. Die dabei verwendeten Daten entnimmt der RADIUS-Server eigenen Konfigurationsdateien, eigenen Konfigurationsdatenbanken oder ermittelt diese durch Anfragen an weitere Datenbanken oder Verzeichnisdienste, in denen die Zugangsdaten wie Benutzername und Kennwort gespeichert sind.
Auf diese Weise lassen sich, unabhängig von der Netzwerkinfrastruktur, alle Einstellungen von Benutzern zentral verwalten. Der RADIUS-Server kann so beispielsweise Upstream- und Downstream-Geschwindigkeiten von DSL-Anschlüssen, die maximale Anzahl der B-Kanäle bei ISDN oder Parameter wie IP-, Routing- oder MPLS-Parameter an den RAS-Dienst weitergeben.
Der Vorteil dieses Verfahrens liegt in den einmalig registrierten Zugangsdaten der Benutzer, die in verteilten Netzwerken überall und jederzeit aktuell verfügbar sind und mit einfachen administrativen Eingriffen an zentraler Stelle registriert und verändert werden können. Ein Nachteil des Verfahrens liegt darin, dass bei einer Störung alle Dienste gleichzeitig betroffen sind, also z. B. Internetzugang, IP-Telefonie und IPTV.
In Kombination mit DHCP und PPP kann die Konfiguration der sich einwählenden Systeme mit RADIUS automatisch geschehen.

## Geschichte
RADIUS wurde ursprünglich von Livingston Enterprises für Network Access Server der PortMaster Serie entwickelt. 1997 wurde es dann als RFC 2058 und RFC 2059 veröffentlicht. Im Jahr 2008 aktuell (Official Internet Protocol Standards, Stand Februar 2006) sind:
- RFC: 2865 – Remote Authentication Dial In User Service (RADIUS). Juni 2000 (englisch).
- RFC: 2866 – RADIUS Accounting. Juni 2000 (englisch).
- RFC: 2867 – RADIUS Accounting Modifications for Tunnel Protocol Support. Juni 2000 (englisch).
- RFC: 2868 – RADIUS Attributes for Tunnel Protocol Support. Juni 2000 (englisch).
- RFC: 2869 – RADIUS Extensions. Juni 2000 (englisch).

Es existieren mittlerweile verschiedene proprietäre und freie RADIUS-Implementierungen, bei denen die einzelnen Fähigkeiten variieren können. Als Nachfolger für das RADIUS-Protokoll ist Diameter standardisiert (RFC 3588 und weitere).